# Reichspartei des deutschen Mittelstandes
Die Reichspartei des deutschen Mittelstandes (auch Wirtschaftspartei, kurz WP), von 1920 bis 1925 Wirtschaftspartei des deutschen Mittelstandes, war eine deutsche Partei zur Zeit der Weimarer Republik.

## Geschichte
Die Partei ging aus mittelständischen Interessenlisten hervor, die seit 1920 im Berliner Raum politische Erfolge auf Kosten vornehmlich der Deutschen Demokratischen Partei (DDP) erzielten. Dabei errang der Bäckermeister Hermann Drewitz einige Bekanntheit. Sammelbecken dieser Listen wurde im September 1920 die Reichspartei des deutschen Mittelstandes (Wirtschaftspartei), in Charlottenburg von Vertretern verschiedener Mittelstandsorganisationen aus Berlin, Brandenburg, Schlesien, Mecklenburg und Pommern gegründet. Wichtig war die politische und finanzielle Zusammenarbeit mit dem Zentralverband deutscher Haus- und Grundbesitzervereine seit der preußischen Landtagswahl von 1921. Prominente Mitglieder wie Johann Viktor Bredt kandidierten auf der WP-Liste. So konnten vier Mandate gewonnen werden. Die WP beschränkte sich auf die Vertretung der Interessen von Haus- und Grundbesitzern, Handwerkern und kleinen Gewerbetreibenden und war im bürgerlich-rechten Spektrum angesiedelt.
Nachdem 1924 prominente Handwerkerfunktionäre wie Otto Colosser und Jacob Ludwig Mollath vom Bund der Handwerker in den Vorstand gelangt waren, folgte die politisch einflussreichste Phase der WP. Sie kam zu Wahlerfolgen in Sachsen, Thüringen und Mecklenburg-Schwerin; in Sachsen und Thüringen war sie an der Landesregierung beteiligt – in Sachsen mit Walter Woldemar Wilhelm, in Thüringen auf Betreiben von Max Robert Gerstenhauer in der nationalsozialistisch beherrschten Baum-Frick-Regierung vom 23. Januar 1930 bis zum 1. April 1931. 1928 profitierte sie auf Reichsebene von Verlusten der DNVP und wurde fast so stark wie die DDP. 1930 verlor die Partei zwar prozentual, konnte aber die Mandatszahl halten. Sie unterstützte die Regierung Heinrich Brüning, in der sie mit dem Justizminister Johann Viktor Bredt vertreten war, doch Ende 1930 schied sie gegen den Willen Bredts aus der Regierung aus, da sie Brünings Konsolidierungsprogramm nicht mittragen wollte und große Teile der Basis eine Annäherung an die „nationale Opposition“ forderten. Anschließend brach in der Partei ein interner Macht- und Richtungskampf aus. Die Folge waren Abspaltungen und Übertritte wie von Otto Colosser. Nachdem die Reichstagsfraktion Brüning im Oktober 1931 vor dem Sturz gerettet hatte, wechselten viele Mitglieder und Anhänger zur NSDAP.
1932 unterstützte die WP Paul von Hindenburg bei der Wahl zum Reichspräsidenten und tolerierte Reichskanzler Brüning – trotz aller internen Spannungen und der verheerenden Niederlage bei der preußischen Landtagswahl im April 1932, die ohne einen Mandatsgewinn ausging. Zur Reichstagswahl vom Juli 1932 ging sie eine Listenverbindung mit der BVP ein, was trotz gewaltiger Verluste zwei der bislang 23 Mandate rettete. Im November gelangte nur noch Johann Viktor Bredt durch die Listenverbindung in das Parlament. Zur Wahl im März 1933 trat sie nicht mehr an; bei der Preußischen Landtagswahl gewann die WP unter der Bezeichnung „Preußischer Mittelstand und Sparer“ und aufgrund eines Bündnisses mit der Zentrumspartei noch ein Mandat. Im April 1933 löste sich die WP-Organisation auf, zumal viele Landesverbände den Kurs der Parteiführung nicht mittrugen und zur Wahl der NSDAP oder DNVP aufgerufen hatten. Viele Parteiführer, unter anderem Mollath, traten der NSDAP bei.

## Personen

### Parteivorsitzende
- 1920–1931 Hermann Drewitz
- August 1931–Januar 1932 Johann Viktor Bredt
- 1932–1933 Hermann Drewitz

### Stellvertretende Vorsitzende
- 1920–1923 Fritz Sönnichsen
- 1924–1930 Otto Colosser
- April–September 1931 J.V. Bredt/Wilhelm François
- September–Oktober 1931 Hugo Weber
- 1931–1933 Walter Woldemar Wilhelm

### Generalsekretäre
- 1921–1922 Fritz Borrmann
- 1923–1929 Otto Dannenberg
- 1929–1933 Wilhelm Baeumer

### Mitglieder
Etwa 50.000–60.000

## Reichstagswahlergebnisse
| Wahlen             | Stimmen   | Stimmanteil | Mandate |
| ------------------ | --------- | ----------- | ------- |
| 4. Mai 1924        | 0524.610  | 1,8 %       | 07      |
| 7. Dezember 1924   | 0694.568  | 2,3 %       | 11      |
| 20. Mai 1928       | 1.397.129 | 4,5 %       | 23      |
| 14. September 1930 | 1.362.353 | 3,9 %       | 23      |
| 31. Juli 1932      | 0146.875  | 0,4 %       | 02      |
| 6. November 1932   | 0110.301  | 0,3 %       | 01      |

## Regional und chronologisch unterschiedliche Benennungen
- Anhalt – 1924–1928 Volksgemeinschaft (DNVP, Landbund, AHG, WP, DVP, Deutscher Bauernbund)
- Baden – Wirtschafts- und Bauernpartei (WBP), 1921 Wirtschaftliche Vereinigung, 1925 Wirtschaftliche Vereinigung des badischen Mittelstandes
- Braunschweig – 1930–1933 Bürgerliche Einheitsliste aus Zentrum, DVP, DNVP, HuG und Wirtschaftspartei
- Bremen – Reichspartei des Deutschen Mittelstandes
- Hamburg – 1919–1921 Hamburgische Wirtschaftliche Partei, hierbei auch die Abgeordneten der Wahlliste „Grundeigentümer“, 1921–1924 innerhalb der Fraktion der DVP, 1928–1931 Mittelstandspartei, 1931–1932 mit Reichspartei des deutschen Mittelstandes
- Lippe – Reichspartei des Deutschen Mittelstandes (Wirtschaftspartei)
- Mecklenburg-Schwerin – 1919–1920 Mittelstandspartei, 1920–1921 Wirtschaftsbund, 1924–1926 Wirtschaftsbund für Stadt und Land, 1926–1927 Wirtschaftspartei des Mecklenburger Mittelstandes (Landesverband der Reichspartei des deutschen Mittelstandes), 1929–1932 Wirtschaftspartei des Mecklenburger Mittelstandes/ ANM
- Preußen – 1921–1928 Wirtschaftspartei des Deutschen Mittelstandes, 1928–1932 Reichspartei des Deutschen Mittelstandes
- Sachsen – Reichspartei des Deutschen Mittelstandes (Wirtschaftspartei)
- Schaumburg-Lippe – Wirtschaftspartei des Deutschen Mittelstandes
- Thüringen – Reichspartei des Deutschen Mittelstandes (Wirtschaftspartei)
- Saargebiet (nicht Teil des Deutschen Reiches) – 1922–1928 Vereinigung von Hausbesitz und Landwirtschaft, 1928–1933 Deutsche Wirtschaftspartei

## Parteiemblem

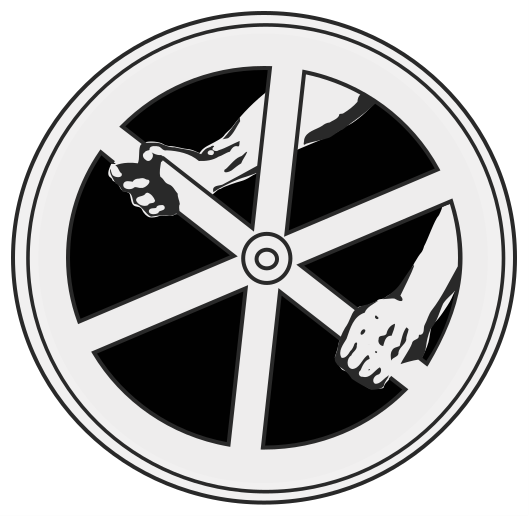
Parteiemblem von 1930

Der spätere sächsische Wirtschaftsminister (1927), Walter W. Wilhelm, und der Vortragsredner Friedrich Wilhelm Schlüter hatten 1925 ein von ihnen für die Partei entworfenes (semi-offizielles) Logo auf dem Buchdeckel ihrer Publikation „Die Mission des Mittelstandes“ veröffentlicht. Dieses wurde, da es zur sehr an das Hakenkreuz der NSDAP erinnerte, bis 1930 hin zu einem Rad mit sechs Speichen umgeändert, in welches zwei (statt vorher vier) Arme griffen. Die Bedeutung ist wohl dahingehend zu verstehen, dass Angehörige des Mittelstands einer verkehrten Wirtschaftspolitik zwecks Anhaltens „in die Speichen greifen“. Dergestalt taucht das Logo vereinzelt bspw. auf Wahlplakaten der Partei auf.